# Operacja dnieprowsko-karpacka
Operacja dnieprowsko-karpacka (znana w radzieckiej i rosyjskiej historiografii jako Dnieprowsko-Karpacka Strategiczna Operacja Ofensywna lub wyzwolenie prawobrzeżnej Ukrainy) – operacja strategiczna przeprowadzona pomiędzy 24 grudnia 1943 a 17 kwietnia 1944 roku przez wojska 1., 2., 3. oraz 4 Frontu Ukraińskiego razem z 2 Frontem Białoruskim przeciwko niemieckiej Grupie Armii „Południe” oraz Grupie Armii „A” w celu wyzwolenia wszystkich terytoriów Ukrainy oraz Mołdawii spod okupacji państw Osi. Operacja doprowadziła oddziały Armii Czerwonej do granicy z Rumunią, całkowicie unicestwiając 18 dywizji rumuńskich, niemieckich oraz węgierskich i zmniejszając o połowę stan liczebny 68 innych dywizji państw Osi.

## Tło operacji
Dzięki dużemu powodzeniu ofensywy na Dnieprze jesienią 1943 roku, która wyzwoliła lewobrzeżną Ukrainę i odcięła niemiecką 17 Armię na Krymie wojska radzieckie ustanowiły kilka przyczółków na Dnieprze, które na przełomie listopada i grudnia zostały powiększone, stając się platformami, z których miała się rozpocząć operacja dnieprowsko-karpacka. Ofensywa ta oraz inne mniejsze operacje, które były kontynuowane do grudnia, pozostawiały jednak za sobą duże zgrupowania wojsk niemieckich w rejonie Dniepru. Jedno z nich znajdowało się na południe od Kijowa w mieście Korsuń Szewczenkowski na styku oddziałów 1. i 2 Frontu Ukraińskiego, a drugie znajdowało się na południu w rejonie miast Krzywy Róg i Nikopol. Dyrektywa Hitlera „Ani kroku w tył” zmuszała niemieckich żołnierzy do utrzymania swoich słabych pozycji, mimo sprzeciwu Ericha von Mansteina, dowódcy Grupy Armii „Południe”.
Niemieckie siły były także w niekorzystnej sytuacji z powodu wydania przez Hitlera Dyrektywy nr 51, która nie pozwalała niemieckim generałom na Wschodzie na prowadzenie dynamicznej obrony. Sytuacja niemieckich wojsk stała się jeszcze gorsza, po tym jak Hitler wydał rozkaz o wysłaniu wszystkich przyszłych posiłków do Europy Zachodniej, gdzie miały odeprzeć spodziewaną inwazję wojsk amerykańskich i brytyjskich. Naleganie Hitlera na to, aby jego żołnierze „walczyli tam, gdzie stoją”, było bardzo silne w ukraińskim sektorze, gdzie chciał, aby niemieckie pozycje zostały utrzymane w rejonie Krzywego Rogu i Nikopola dla operacji górniczych w tym rejonie. Nalegał on także na to, aby utrzymać Krym z obawy, że może się on stać bazą wypadową dla ataków lotniczych na rafinerie ropy naftowej w Ploeszti i że jego utrata może przekonać Turcję do udziału w wojnie po stronie aliantów.
Jednocześnie Stawka zakładała, że zajęcie Rumunii odetnie III Rzeszę od złóż ropy naftowej i w drastyczny sposób ograniczy mobilność armii niemieckiej oraz uziemi Luftwaffe. Niemcy myśleli podobnie i starali się maksymalnie wzmocnić swoją obronę. Następstwem radzieckich planów były czteromiesięczne walki, w których po obu stronach brało udział 4 mln ludzi, 45 500 dział i moździerzy, 4200 czołgów oraz 4000 samolotów.

## Plany, przygotowania i siły obu stron

### Państwa Osi

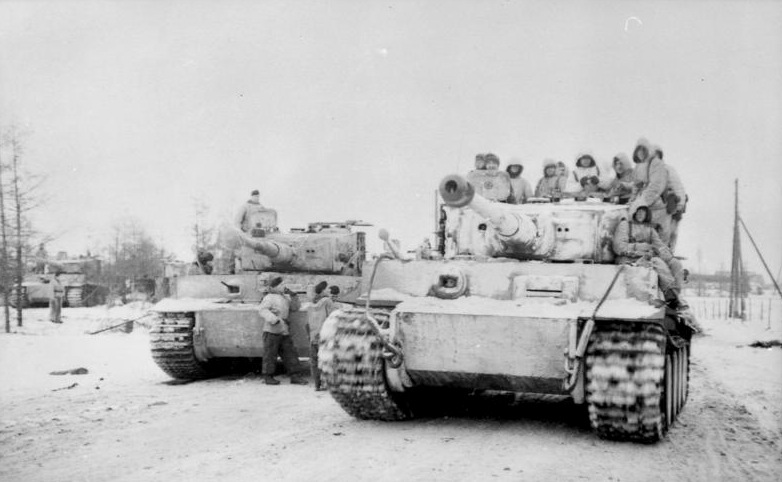
Niemieckie czołgi PzKpfw VI Tiger należące do III Korpusu Pancernego z piechotą na pancerzach, luty 1944 roku

Niemiecką obronę prawobrzeżnej Ukrainy tworzyło 69 dywizji piechoty, 18 dywizji pancernych, 4 zmotoryzowane i jedna brygada. Dowodzona przez feldmarsz. Ericha von Mansteina Grupa Armii „Południe” składała się z 1 Armii Pancernej dowodzonej przez Hansa Hube i 4 Armii Pancernej dowodzonej przez Erharda Rausa oraz 8 Armii Polowej pod dowództwem Otto Wöhlera. Grupa ta zajmowała odcinek Owrucz – Kaczkarowka na Dnieprze. W rejonie Kaniowa utrzymywała niewielki odcinek prawego brzegu, natomiast w rejonie Nikopola – duży przyczółek o szerokości 120 km i głębokości 30 km. Grupa Armii „A” feldmarsz. Ewalda von Kleista, złożona z niemieckiej 6 Armii (odtworzona drugi raz po unicestwieniu pod Stalingradem) dowodzonej przez Maximiliana de Angelisa i z rumuńskiej 3 Armii (także odtworzona drugi raz po Stalingradzie) dowodzonej przez Petre Dumitrescu, była rozlokowana wzdłuż dolnego biegu Dniepru. Niemcy spodziewali się głównego uderzenia z rejonu Kijowa i znajdującą się tam 4 Armię Pancerną wzmocnili do 26 dywizji, w tym aż 7 pancernych. Była to ⅛ wszystkich niemieckich dywizji pancernych na froncie wschodnim. W rezerwie, na północy, Manstein posiadał 1 Armię węgierską na północno-zachodniej Ukrainie oraz także 4 Armię rumuńską dowodzoną przez Ioana Mihaila Racoviță znajdującą się w Mołdawskiej SRR. Wsparcie powietrzne było zapewniane przez 4 Flotę Powietrzną Luftwaffe. Wzdłuż całej linii frontu utworzono pas obrony o głębokości 4–6 km, a na wytypowanych odcinkach w odległości 10–15 km jeszcze drugą linię obrony. Na wypadek przerwania frontu powstały linie umocnień wzdłuż rzek Ingulec, Inguł, Syniucha, Boh oraz Dniestr.

### ZSRR
Po radzieckiej stronie frontu stały, poczynając od północy, cztery fronty: 1 Ukraiński gen. Nikołaja Watutina, 2 Ukraiński gen. Iwana Koniewa, 3 Ukraiński gen. Rodiona Malinowskiego i 4 Ukraiński gen. Fiodora Tołbuchina. W pierwszym etapie ofensywy miały one zlikwidować najbardziej wysunięte na wschód ugrupowanie niemieckie i przesunąć front na linię rzek Boh aż do Pierwomajska i Ingulec od Krzywego Rogu do ujścia. W drugim etapie zamierzano osiągnąć linię Łuck, Mohylów Podolski, Dniestr, a przy okazji wyzwolić Krym. 1 Front Ukraiński miał przeprowadzić główne uderzenie w kierunku na Radomyśl, Żytomierz, Berdyczów, Żmerynkę i pomocnicze prawym skrzydłem na Korosteń, Nowogród Wołyński i Nowo-Miropol, a po obejściu Żytomierza okrążyć Biąłą Cerkiew. 2 Front Ukraiński miał atakować w kierunku Dolynskiej, Bereznegowatej i razem z pozostałymi frontami ukraińskimi okrążyć zgrupowanie wojsk niemieckich wokół Nikopola. Zadaniem 3 Frontu Ukraińskiego było skierować się w stronę Mikołajowa i Odessy oraz osiągnąć granicę z Rumunią, a 4 Frontu Ukraińskiego – wyzwolić Krym. W ostatniej fazie planowania cel ofensywy przesunięto na linię Bugu i Prutu. Nadzór nad całością działań sprawowali przedstawiciele Stawki, marszałkowie Żukow i Aleksandr Wasilewski.
Radzieckie siły wyznaczone do ofensywy liczyły 162 dywizje strzeleckie, 12 dywizji kawaleryjskich, 19 korpusów pancernych i zmechanizowanych, 11 samodzielnych brygad pancernych i 34 dywizje lotnicze, razem 2 mln 230 tys. żołnierzy, 28 654 działa i moździerze, 2015 czołgów i dział samobieżnych oraz 2600 samolotów. Koncentrację wojsk ochraniało 2000 dział przeciwlotniczych, 1650 przeciwlotniczych karabinów maszynowych, 300 reflektorów i 450 samolotów myśliwskich. W zestawieniu nie została uwzględniona 51 Armia blokująca Krym.
Siły wojsk państw Osi były oceniane na 1 mln 760 tys. żołnierzy, 16 800 dział i moździerzy, 2200 czołgów i dział samobieżnych oraz 1460 samolotów.

## Operacja

### Faza I – działania zimowe

#### Pierwsze walki

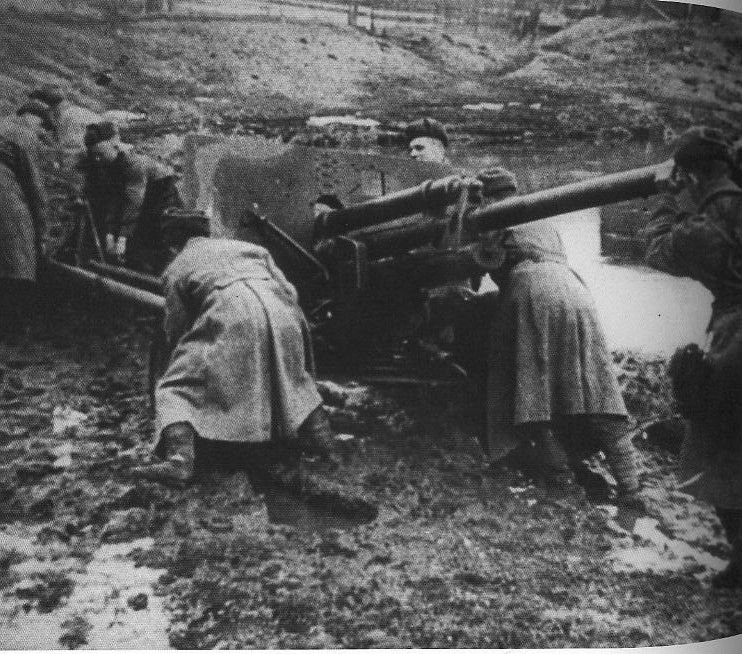
Radzieccy żołnierze holujący działo artyleryjskie w błocie na pole walki

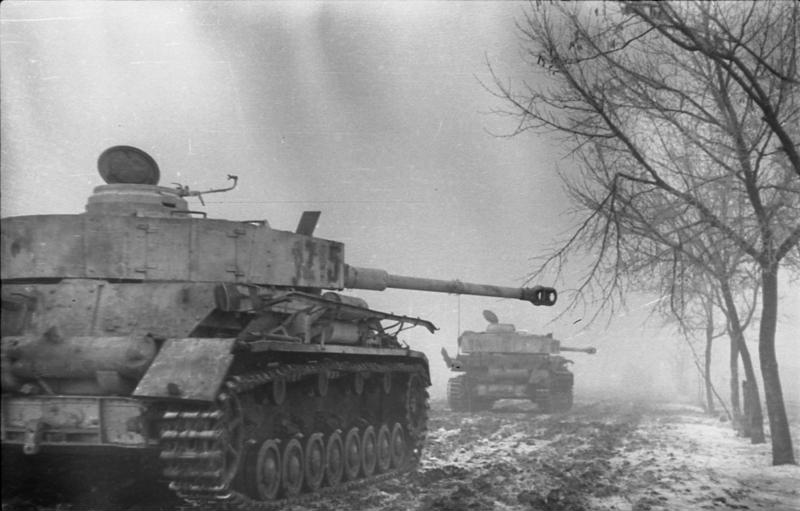
Niemieckie czołgi PzKpfw IV w czasie zimowych walk na Ukrainie w grudniu 1943 roku

Działania 1 Frontu Ukraińskiego rozpoczęły się 24 grudnia 1943 roku. Być może liczono przy tym na mniejszą czujność Niemców w okresie świątecznym. Na pozycje 4 Armii Pancernej ruszyło pięć armii, w tym dwie pancerne. Atak był na tyle zaskakujący, że 1 Gwardyjska Armia, 18. i 38 Armia już pierwszego dnia przerwały obronę. W wyłom weszły 1 Armia Pancerna i 3 Gwardyjska Armia Pancerna, kierując się na Berdyczów i Żmerynkę. W dniach 25-28 grudnia ruszyły pozostałe armie frontu: 13 Armia w kierunku miast Sarny, Równe, 60 Armia na Szepetówkę, 40. i 27 Armia w kierunku Białej Cerkwi. Do 30 grudnia wojska frontu przerwały obronę Niemców na szerokości 300 km i weszły na 100 km w jej głąb. Niemiecka 4 Armia Pancerna została podzielona na trzy części. Szybki marsz radzieckich wojsk próbował powstrzymać w rejonie Berdyczowa i Koziatyna XXXXVIII Korpus Pancerny, ale zanim zakończył koncentrację swoich oddziałów, został rozbity. Straty niemieckie na głównym kierunku natarcia były poważne. Tylko w tych dniach Niemcy stracili 670 czołgów i dział samobieżnych oraz 1380 dział. Większość oddziałów nie była zdolna do dalszej walki. Armia Czerwona ponosiła także straty, ale posiadała duże rezerwy. Jednocześnie produkcja zbrojeniowa w Związku Radzieckim osiągnęła tak wysoki poziom, że uzupełnianie ubytków było możliwe w krótkim czasie.
Niemcy zorganizowali obronę Żytomierza, wydzielając do tego celu cztery dywizje piechoty i dwie pancerne. Miasto zostało zaatakowane z trzech kierunków: ze wschodu przez 1 Gwardyjską Armię, z północnego zachodu przez 60 Armię oraz z południowego wschodu przez 3 Gwardyjską Armię Pancerną i 18 Armię. W obawie przed okrążeniem Niemcy wycofali swoje dywizje i 31 grudnia Żytomierz został wyzwolony przez Armię Czerwoną. Próby przegrupowania niemieckich oddziałów niewiele dały i Armia Czerwona parła naprzód. 3 stycznia 1944 roku wyzwolono Nowogród Wołyński, następnego dnia Białą Cerkiew, a 5 stycznia Berdyczów. Przerwa między wojskami niemieckimi odciętymi pod Kaniowem a 4 Armią Pancerną 4 stycznia wynosiła 110 km. Sytuację wykorzystały 1 Armia Pancerna i 38 Armia. Nacierając w kierunku Chrystynówki, odcięły po spotkaniu z wojskami 2 Frontu Ukraińskiego całe ugrupowanie pod Kaniowem. 10 i 11 stycznia, kiedy 1 Front Ukraiński zbliżał się do Winnicy, Żmerynki, Chrystynówki i Humania, Niemcy zaczęli szykować kontratak, ściągając skąd tylko się dało 16 dywizji. Do działania przeszli już 11 i 12 stycznia, atakując na północ od Humania i na wschód od Winnicy flanki 40 Armii, 1 Armii Pancernej i 38 Armii. Od 14 stycznia kontrataki były podejmowane na całej szerokości frontu. Radzieckie natarcie zostało powstrzymane, a po dwutygodniowych walkach Armia Czerwona musiała się cofnąć o 25–30 km. Mimo to operacja była dużym sukcesem Rosjan. Front został przesunięty o 80–200 km, a siły niemieckie poniosły poważne straty. Grupie Armii „Południe” zaczęło zagrażać okrążenie od południa. Wyzwolono Sarny, a front zbliżył się do Równego i Szepetówki. Została także przecięta linia kolejowa Odessa – Wilno.

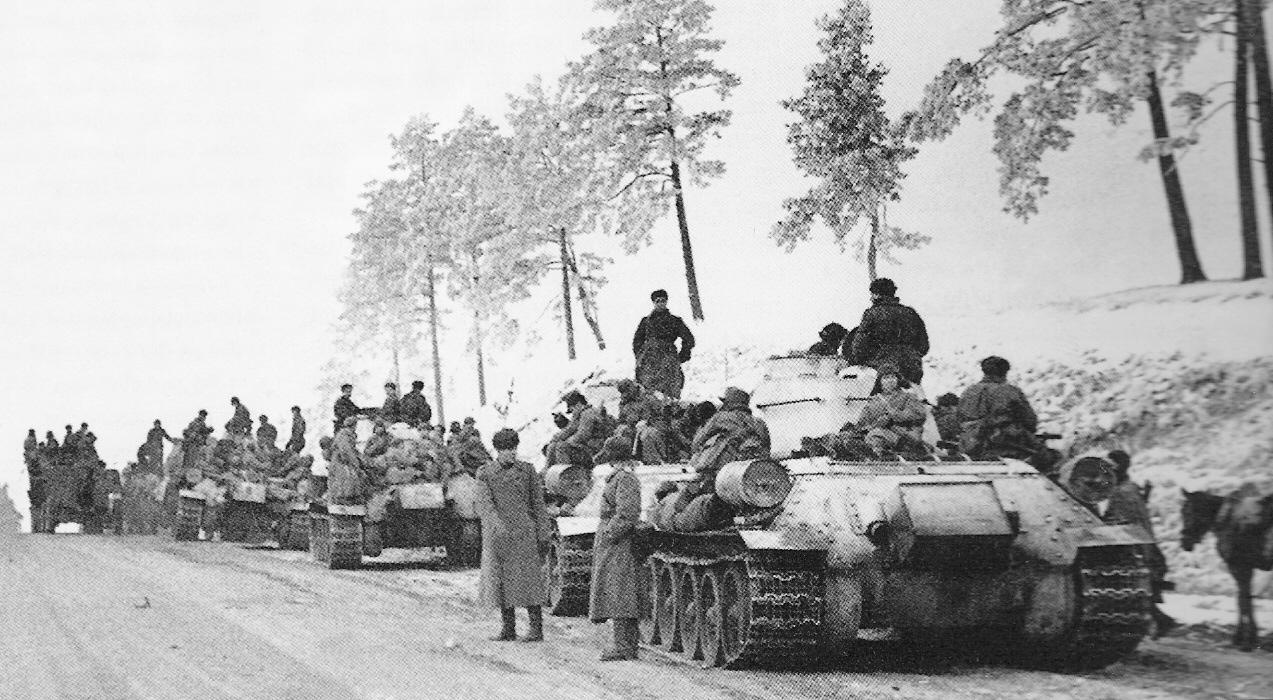
Radziecka kolumna pancerna podczas natarcia na Żytomierz

Kolejnym etapem działań Armii Czerwonej miała być likwidacja wojsk niemieckich skupionych wokół Kaniowa. Jak już wspomniano, 5 stycznia – po wykonaniu głównego uderzenia w kierunku Kirowogradu i Pierwomajska oraz pomocniczego w kierunku Szpoły i Chrystynówki – wojska 2 Frontu Ukraińskiego spotkały się z 1 Frontem Ukraińskim. Jednocześnie 3 Front Ukraiński miał się skierować do rubieży Bohu. Siły 2 Frontu Ukraińskiego były podobne do broniącej się niemieckiej 8 Armii. Mimo tego obrona Kirowogradu została przerwana na północ i południe od miasta, tak że do 10 stycznia Rosjanie posunęli się o 50 km i wyzwolili samo miasto. Nie wyzwolono jednak Pierwomajska. Na pomocniczym kierunku natarcie po przejściu 40 km utknęło na bardzo silnej obronie niemieckiej. Mimo połowicznego sukcesu walki te odciągnęły część niemieckich sił spod Humania. Porażką okazały się natomiast działania 3. i 4 Frontu Ukraińskiego przeciwko niemieckiej 6 Armii, podjęte 10 i 11 stycznia w rejonie Nikopola i Krzywego Rogu. Działania strony niemieckiej w tym czasie polegały głównie na niedopuszczeniu do stworzenia pierścienia okrążenia wokół własnych wojsk pod Kaniowem. Używano do tego celu silnych grup pancernych rozmieszczonych pod Chrystynówką, a także operujących z rejonu Kaniowa. Zmusiło to radzieckie dowództwo do zrewidowania planów i skierowania lewego skrzydła 1 Frontu Ukraińskiego oraz prawego skrzydła 2 Frontu Ukraińskiego na Szpołę. Pozwoliło to ominąć niemieckie czołgi pod Humaniem i Kirowogradem, ale na jakiś czas wstrzymało marsz na zachód.

#### Walki o Korsuń Szewczenkowski
Przerwę w działaniach Rosjanie wykorzystali do uzupełnienia i wzmocnienia sił oraz do przegrupowania. 1 Front Ukraiński wzmocniono 47 Armią i 2 Armią Pancerną oraz korpusami zmechanizowanym i kawaleryjskim, a 3 Front Ukraiński zasilono 37 Armią, korpusem zmechanizowanym i korpusem strzeleckim. Wznowienie działań było zaplanowane na koniec stycznia. 1. i 2 Front Ukraiński miały skrzydłami nacierać na Korsuń Szewczenkowski, prawe skrzydło 1 Frontu Ukraińskiego – posuwać się na Równe i Łuck, a 3. i 4 Front Ukraiński – działać na kierunku Nikopol, Krzywy Róg. Niemieckie ugrupowanie, które zamierzano zlikwidować, składało się z dziewięciu dywizji piechoty, dywizji pancernej i brygady zmotoryzowanej oraz oddziałów wsparcia wydzielonych z 1 Armii Pancernej i 8 Armii. Szykowało się ono do uporczywej obrony, ale zimowe warunki nie pozwoliły na przeprowadzenie niezbędnych w tym zakresie prac inżynieryjnych. Wojska obu frontów ukraińskich, liczące 27 dywizji strzeleckich, 4 korpusy pancerne oraz po jednym zmechanizowanym i kawaleryjskim, miały 1,7 razy więcej żołnierzy, 2,4 razy więcej dział i moździerzy, 2,6 razy więcej czołgów i dział samobieżnych. Jedynie w lotnictwie siły były do siebie podobne. Trzeba dodać, że jednocześnie 1 Front Ukraiński prowadził działania obronne w rejonie Winnicy.

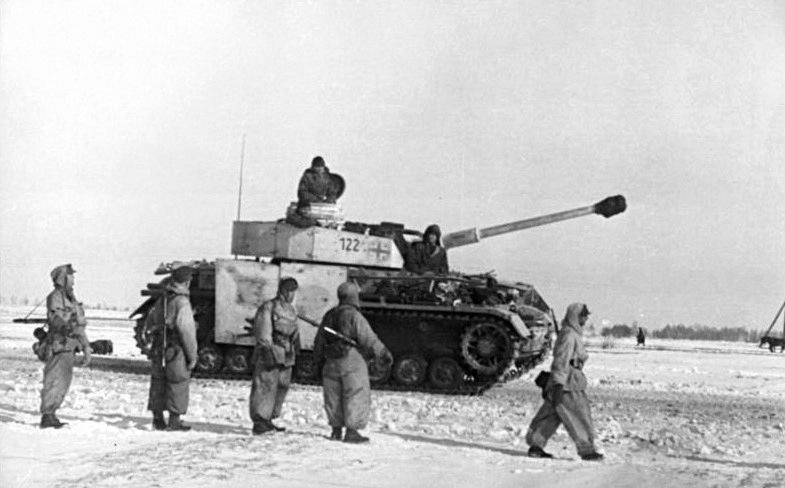
Niemiecka piechota oraz czołg PzKpfw IV w styczniu 1944 roku

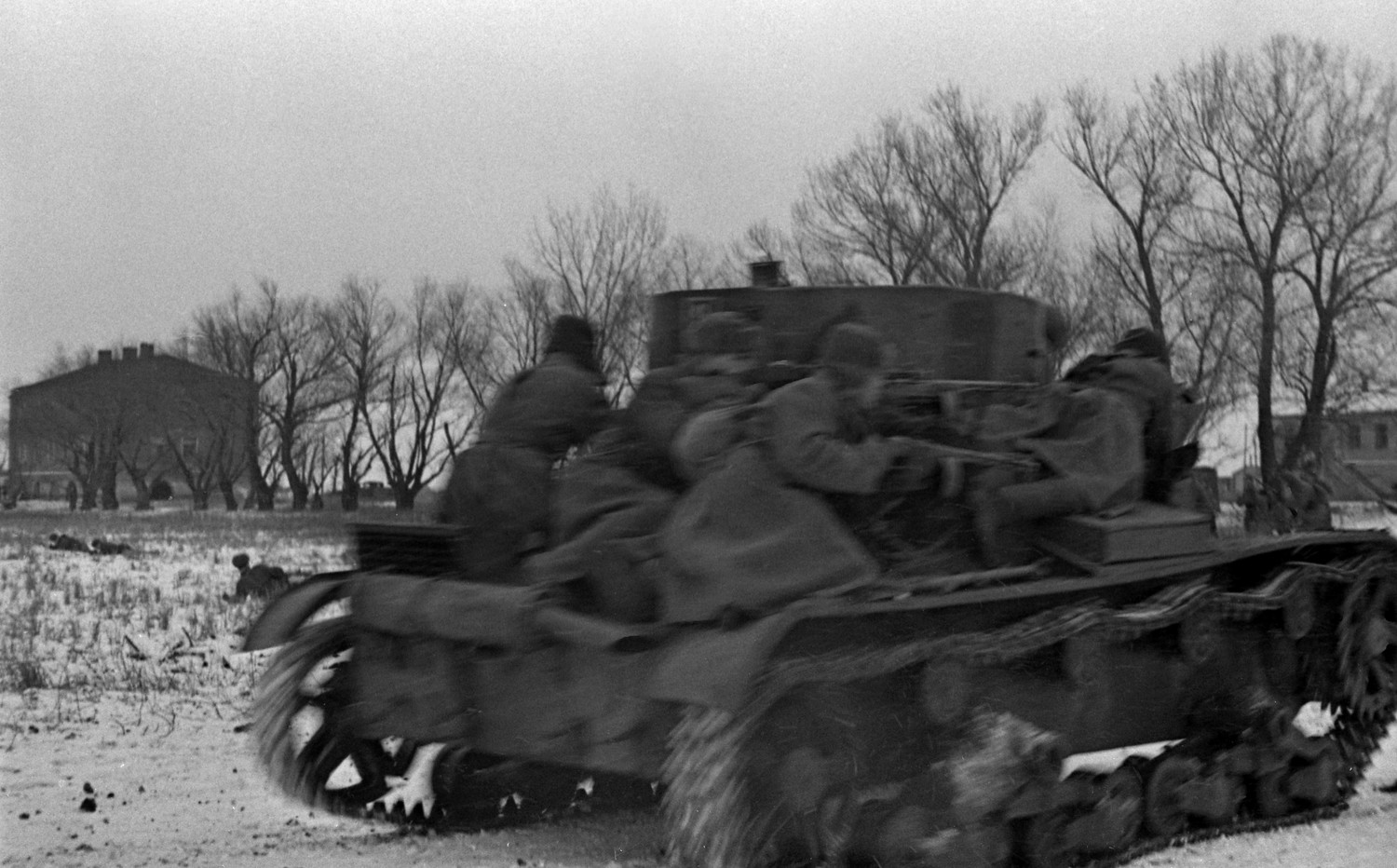
Radziecki czołg T-26 z desantem piechoty na pancerzu w okolicach Korsunia Szewczenkowskiego

Grupa uderzeniowa 1 Frontu Ukraińskiego składała się z 6 Armii Pancernej oraz części sił 27. i 40 Armii. W 2 Froncie Ukraińskim takie zadanie powierzono 4 Gwardyjskiej Armii, 53 Armii i 5 Gwardyjskiej Armii Pancernej. 24 stycznia do działań przystąpił 2 Front Ukraiński. Jako pierwsza zaatakowała 5 Gwardyjska Armia Pancerna, za nią wyłom rozszerzały 4 Gwardyjska Armia i 53 Armia. Dwa dni później ruszył 1 Front Ukraiński. Jego 6 Armia Pancerna oraz 27. i 40 Armia szybko przerwały linie obronne. Od 27 stycznia Niemcy rozpoczęli kontrataki na skrzydła grup uderzeniowych, chcąc odciąć ich czołówki od reszty wojsk, jednak rozmieszczenie na flankach artylerii i dodatkowych oddziałów pancernych oraz silne wsparcie lotnictwa uniemożliwiły takie zamiary i 28 stycznia w rejonie Zwinogródki wojska obu frontów zamknęły okrążenie. Do 3 lutego na zewnętrznym pierścieniu okrążenia stworzono system obrony przeciwpancernej oparty na artylerii i zaporach inżynieryjnych. Wiadomo było, że Niemcy, przerywając wszystkie działania w rejonie Humania i Winnicy, za wszelką cenę będą starali się przerwać pierścień i ewakuować okrążone w nim wojska. W kotle znalazły się dowództwa dwóch korpusów, siedem dywizji piechoty, dywizja pancerna, brygada zmotoryzowana i szereg mniejszych oddziałów. Próbowano zorganizować dostawy zaopatrzenia i broni drogą powietrzną, ale w krótkim czasie straty były znacznie większe niż w analogicznym okresie pod Stalingradem. Jednocześnie szykowano manewr oskrzydlający przy użyciu grup pancernych. Od południa miała uderzyć niemiecka 8 Armia, a od zachodu 1 Armia Pancerna. Oprócz przerwania okrążenia zamiarem niemieckiego dowództwa było także odcięcie i zniszczenie czołowych oddziałów radzieckich pod Zwinogródką, jednak obie armie niemieckie nie były w stanie uderzyć jednocześnie. 8 Armia rozpoczęła działania 1 lutego, a 1 Armia Pancerna – dopiero 11 lutego. Tego dnia działało jednocześnie osiem niemieckich dywizji pancernych i sześć piechoty. W odpowiedzi Rosjanie wysłali na zewnętrzny pierścień okrążenia 2 Armię Pancerną, kilka dywizji strzeleckich i całą możliwą do ściągnięcia artylerię. Typowa operacja zaczęła nabierać charakteru decydującej bitwy.
Podczas gdy na zewnętrznym pierścieniu starano się za wszelką cenę powstrzymać napór Niemców, na wewnętrznym w pośpiechu planowano likwidację okrążonych wojsk. 8 lutego postawiono ultimatum, a gdy kapitulacja nie nastąpiła, rozpoczął się atak. W efekcie 11 lutego obszar zajęty przez otoczone wojska skurczył się do rozmiaru 22 x 35 km. Tego samego dnia cztery dywizje pancerne niemieckiej 1 Armii Pancernej z rejonu miejscowości Rizino i cztery dywizje pancerne 8 Armii z rejonu Jerki skierowały się w stronę Łysianki. W tym samym kierunku ruszyły okrążone dywizje. 8 Armia została powstrzymana, ale 1 Armia Pancerna zdołała dotrzeć do tej miejscowości. Następnego dnia okrążonym oddziałom udało się dotrzeć do Szenderowki, tak że obie grupy dzieliło tylko 10–12 km. Radzieckie dowództwo skierowało na zagrożony odcinek 2 Armię Pancerną i 5 Gwardyjską Armię Pancerną, kilka dywizji strzeleckich i artylerię przeciwpancerną. Jednocześnie lotnictwo wspierające oba fronty skupiło się na okolicy Łysianki i Szenderowki. W efekcie nie dopuszczono do połączenia się obu niemieckich ugrupowań, a dodatkowo oddziały pod Łysianką zaczęły odczuwać brak paliwa i amunicji.
Kolejna próba przerwania pierścienia nastąpiła 17 lutego. W nocy Niemcy porzucili cały sprzęt z wyjątkiem czołgów i w ciszy, wykorzystując zamieć śnieżną, ruszyli trzema kolumnami w stronę Łysianki. Ruch ten jednak wykryto i wszystkie kolumny zostały rozbite przez czołgi, artylerię i nocne bombowce. Rosjanie oceniali niemieckie straty na 55 tys. zabitych lub rannych, z czego do niewoli dostało się 18 tys. żołnierzy; tylko nieliczne grupy zdołały się przebić.

#### Wyzwolenie Równego, Łucka i Szepetówki przez oddziały radzieckie

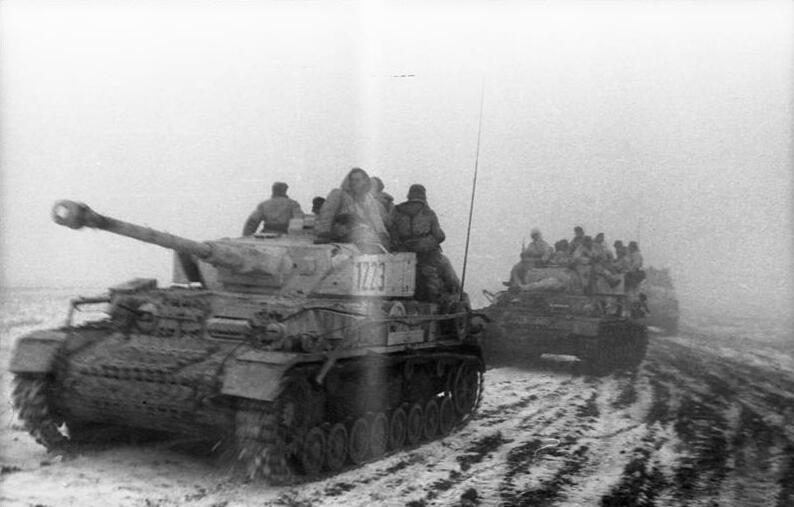
Czołgi PzKpfw IV podczas walk zimą 1943 roku

Po krótkiej przerwie 1 Front Ukraiński ponowił działania prawym skrzydłem na kierunku północnym. 27 stycznia ruszyło ono w kierunku Równego, Łucka i Szepetówki, szykując z północy uderzenie na skrzydło i tył Grupy Armii „Południe”. Z rejonu miasta Sarny na Równe i Łuck nacierała 13 Armia, a pomocnicze uderzenie na Szepetówkę wykonała część 60 Armii. Obie armie liczyły 19 dywizji strzeleckich, 2 kawaleryjskie i 2 korpusy pancerne, posiadały 2811 dział i moździerzy, ale tylko 140 czołgów. Broniąca się niemiecka 4 Armia Pancerna liczyła 6 dywizji piechoty i 4 pancerne posiadające 249 czołgów i dział samobieżnych, ale tylko 900 dział i moździerzy. Prowadzenie działań w terenie zalesionym lub podmokłym utrudniały wczesne roztopy, jednak już pierwszego dnia 13 Armia przerwała obronę, a w wyłom weszły dwa korpusy kawaleryjskie. Niezauważone przeszły lasami ok. 100 km i 2 lutego niespodziewanie wyzwoliły Łuck i Równe. Natomiast 60 Armia nie zdołała z marszu wyzwolić Szepetówki i uwikłała się w walki trwające do 11 lutego, kiedy miasto udało się wyzwolić. Powstały sprzyjające warunki do ataku na Kowel, a zajęcie ważnych linii kolejowych ułatwiło w następnych miesiącach przygotowania do kolejnych ofensyw. Pierwszym posunięciem w tym kierunku było stworzenie 17 lutego na styku frontów Białoruskiego, 1. Ukraińskiego i 2 Frontu Białoruskiego.

#### Wyzwolenie Nikopola i Krzywego Rogu

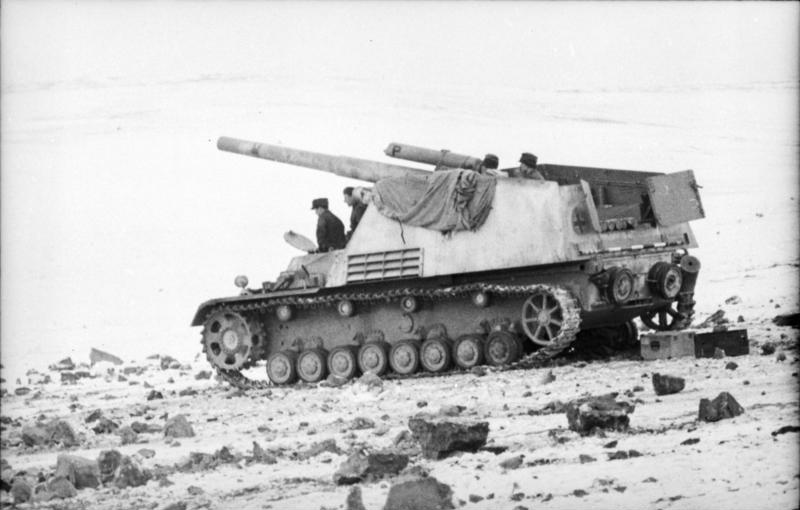
Niemieckie działo samobieżne Hummel na polu walki na Ukrainie w styczniu 1944 roku

Głównym celem działających na południu Ukrainy 3. i 4 Frontu Ukraińskiego było pokonanie wojsk niemieckich wokół Nikopola i Krzywego Rogu. Armie obu frontów składały się z 47 dywizji strzeleckich, korpusów kawaleryjskiego i pancernego oraz 2 korpusów zmechanizowanych. Razem liczyły 705 tys. żołnierzy, 7796 dział i moździerzy oraz 238 czołgów. Wsparcie lotnicze zapewniały 2 armie lotnicze posiadające 1333 samoloty. Broniąca się niemiecka 6 Armia składała się z 17 dywizji piechoty, 2 dywizji pancernych, dywizji zmechanizowanej, batalionu czołgów ciężkich i 8 dywizjonów dział szturmowych. Siły te liczyły 540 tys. żołnierzy, 2416 dział i moździerzy oraz 327 czołgów i dział szturmowych. Wsparcie z powietrza mogło zapewnić do 700 samolotów.
Działania obu frontów rozpoczęły się 30 stycznia od manewru maskującego na właściwy cel głównego uderzenia. Na skrzydłach 3 Frontu Ukraińskiego ruszyły 37 Armia gen. Michaiła Szarochina i 6 Armia gen. Iwana Szliomina. Następnego dnia z rejonu na zachód od Nowomikołajewki w kierunku Apostołowa do działań przystąpiły 46 Armia gen. Wasilija Głagolewa i 8 Gwardyjska Armia gen. Wasilija Czujkowa z zamiarem wyjścia na tyły niemieckich wojsk pod Nikopolem. Jednocześnie z południowego wschodu ruszyły wchodzące w skład 4 Frontu Ukraińskiego 3 Gwardyjska Armia gen. Dmitrija Leluszenki, 5 Armia Uderzeniowa gen. Wiaczesława Cwietajewa i 28 Armia gen. Aleksieja Grieczkina. Niemcy uznali działania 37 Armii za główny kierunek natarcia na Krzywy Róg i wysłali przeciwko niej dwie dywizje pancerne. Zanim właściwie rozpoznano zamiary Rosjan i zawrócono obie dywizje, front był już przerwany. Zawrócono także kolejną dywizję pancerną przewidzianą do wzmocnienia niemieckiej 8 Armii. Kontrataki tych trzech dywizji w niewielkim stopniu opóźniły tempo posuwania się 3 Frontu Ukraińskiego, który do 5 lutego przesunął się o 45–60 km i wyzwolił Apostołowo. Formacje 6 Armii zostały rozcięte na dwie części. Tej znajdującej się w rejonie Nikopola i Margańca zagroziło okrążenie. W takiej sytuacji oddziały te zaczęły się wycofywać na południe wzdłuż Dniepru. Do 8 lutego cały rejon miasta został wyzwolony przez oddziały radzieckie, a samo miasto wyzwoliły wojska forsujące Dniepr.
Niemcy nie dawali za wygraną i 11 lutego przeprowadzili silny kontratak w kierunku Apostołowa, który miał opóźnić radzieckie natarcie i utrzymać korytarz dla wojsk wycofujących się spod Nikopola. Manewr się powiódł, ale roztopy uniemożliwiły Niemcom wycofanie ciężkiego sprzętu. Warunki terenowe utrudniały także działania drugiej stronie. 3 Front Ukraiński potrzebował kilku dni na podciągnięcie artylerii i zaopatrzenia, po czym 17 lutego wznowił działania. W ciągu pięciu dni zostało wyzwolone miasto Krzywy Róg i jego okolica, a 29 lutego wojska frontu doszły do rzeki Ingulec i uchwyciły przyczółek na drugim brzegu. Na całym południowym odcinku frontu Armia Czerwona zajęła pozycje umożliwiające kontynuowanie działań w dowolnie wybranym miejscu. Porównując działania letnie z 1943 roku z jesiennymi i zimowymi walkami na Ukrainie, można powiedzieć, że pod Kurskiem armia niemiecka przegrała bitwę, a na południu poniosła klęskę.

### Faza II – działania wiosenne

#### Sytuacja na froncie po walkach zimowych i plany Armii Czerwonej na wiosnę

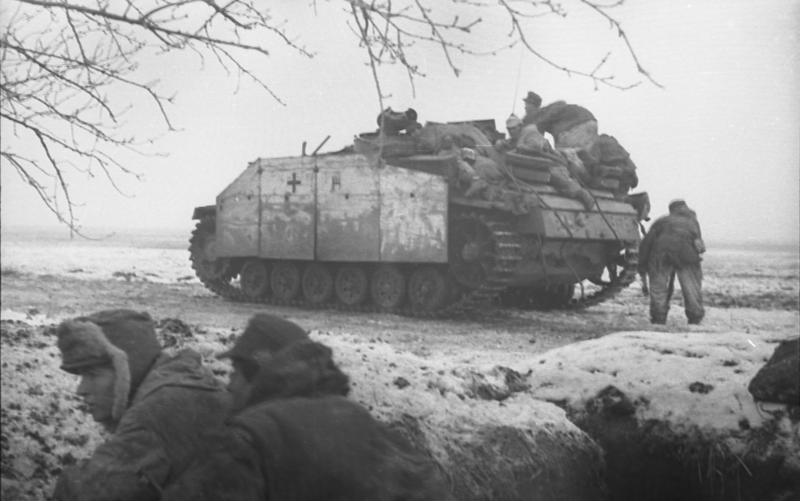
Niemieccy żołnierze razem z działem pancernym StuG III podczas walk, Ukraina, grudzień 1943 roku

Podczas zimowych walk na Ukrainie obie strony poniosły znaczne straty i potrzebowały czasu na ich uzupełnienie. Niemcy gorączkowo organizowali nowe pozycje obronne, szczególnie na lewym skrzydle, zagrożonym od północy. W rejon na południe od Jampola, Starokonstantynowa i Płoskirowa przeniesiono pięć dywizji pancernych spod Humania, a jedną pod Dubno. Tam także skierowano dywizję piechoty. Rekonstruowanie rozbitych oddziałów i ściąganie nowych z innych rejonów Europy nie przywróciło pierwotnych stanów i możliwości obrony znacznie się zmniejszyły. Dowództwo Armii Czerwonej postanowiło wykorzystać ten fakt i kontynuować ofensywę na Ukrainie. Według założeń z 18 lutego 1. i 2 Front Ukraiński powinny rozpocząć działania ofensywne jako pierwsze. 1 Front Ukraiński z rubieży Dubno – Szepetówka – Lubar miał ruszyć w kierunku Czortkowa i odciąć Grupie Armii „Południe” drogi odwrotu na zachód w rejonie na północ od Dniestru, a 2 Front Ukraiński z rubieży Zwinogródka – Szpoła – ruszyć na Humań i dalej w kierunku Dniestru. 28 lutego 3 Frontowi Ukraińskiemu wyznaczono zadanie przekroczenia rzeki Ingulec siłami 6 Armii oraz części 5 Armii Uderzeniowej i ruszenie w kierunku Mikołajowa. Bardzo ambitne zadanie otrzymał 2 Front Białoruski (gen. Paweł Kuroczkin). Miał on wyjść na głębokie tyły Grupy Armii „Środek”, nacierając na Kowel, a następnie na Brześć i Horodło. W ramach przygotowań do ofensywy do 2 Frontu Białoruskiego przeniesiono 47 Armię (z 1 Frontu Ukraińskiego), 61 Armię i korpus strzelecki oraz wzmocniono ją artylerią i saperami oraz przekazano z rezerw Stawki 70 Armię i 6 Armię Lotniczą. 1 Front Ukraiński przekazał swe lewoskrzydłowe armie – 2. i 6 Armię Pancerną oraz 40 Armię – do 2 Frontu Ukraińskiego, sam z rezerw Stawki otrzymał 4 Armię Pancerną, natomiast 2 Front Ukraiński przekazał lewoskrzydłową 57 Armię do 3 Frontu Ukraińskiego. Do tego frontu przekazano jeszcze 28 Armię z 4 Frontu Ukraińskiego. Całą operację przewidywano na początek marca. Przygotowania zostały w pewnym stopniu zakłócone zorganizowaniem przez UPA zasadzki, w którą 29 lutego przypadkowo wpadł dowódca 1 Frontu Ukraińskiego gen. Watutin. Ciężko ranny generał zmarł 14 kwietnia 1944 roku. Jego miejsce zajął marsz. Gieorgij Żukow. Ostateczny plan przewidywał, że 1 Front Ukraiński rozpocznie działania 4 marca, 2 Front Ukraiński – 5 marca, a 3 Front Ukraiński – 6 marca. 2 Front Białoruski miał uderzyć 15 marca. Liczono na to, że niemal równoczesna ofensywa na froncie od Prypeci do Morza Czarnego uniemożliwi Niemcom przerzucanie rezerw i części sił na zagrożone odcinki.

#### Dalsza ofensywa trzech frontów ukraińskich

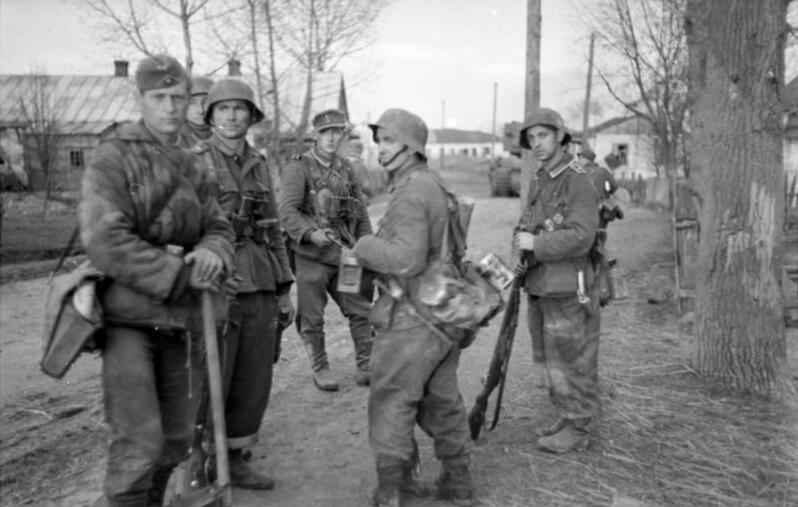
Grupa niemieckich żołnierzy podczas wiosennych walk na Ukrainie, 21 marca 1944 roku

Zgodnie z planem wojska 1 Frontu Ukraińskiego uderzyły w kierunku Tarnopola i Czortkowa, wchodząc między niemiecką 1. i 4 Armię Pancerną. W pierwszym rzucie frontu nacierały 60 Armia, 1 Gwardyjska Armia, 3 Gwardyjska Armia Pancerna i 4 Armia Pancerna. Ich celem było osiągnięcie rubieży Tarnopol – Płoskirów. Następnego dnia w kierunku Chmielnika ruszyła 18 Armia, która wykonywała uderzenie pomocnicze. Niemcy nie byli przygotowani na tak wczesną ofensywę i nie zdążyli umocnić swojej obrony. Mimo roztopów już pierwszego dnia w pasie natarcia 60 Armii wprowadzono do walki dwie armie pancerne. W efekcie wieczorem następnego dnia wyrwa we froncie miała już 180 km szerokości i 50 km głębokości. Między obie niemieckie armie pancerne został wbity szeroki klin. W dniach 7-10 marca czołowe oddziały radzieckie znalazły się w rejonie Tarnopola i przecięły linię kolejową Lwów – Odessa. Także 18 Armia do 10 marca przebyła 30 km i rozpoczęła walki o Chmielnik. 11 marca do działań przystąpiła 38 Armia. W tym samym czasie lewe skrzydło 13 Armii i 60 Armia posuwały się w kierunku Brodów.

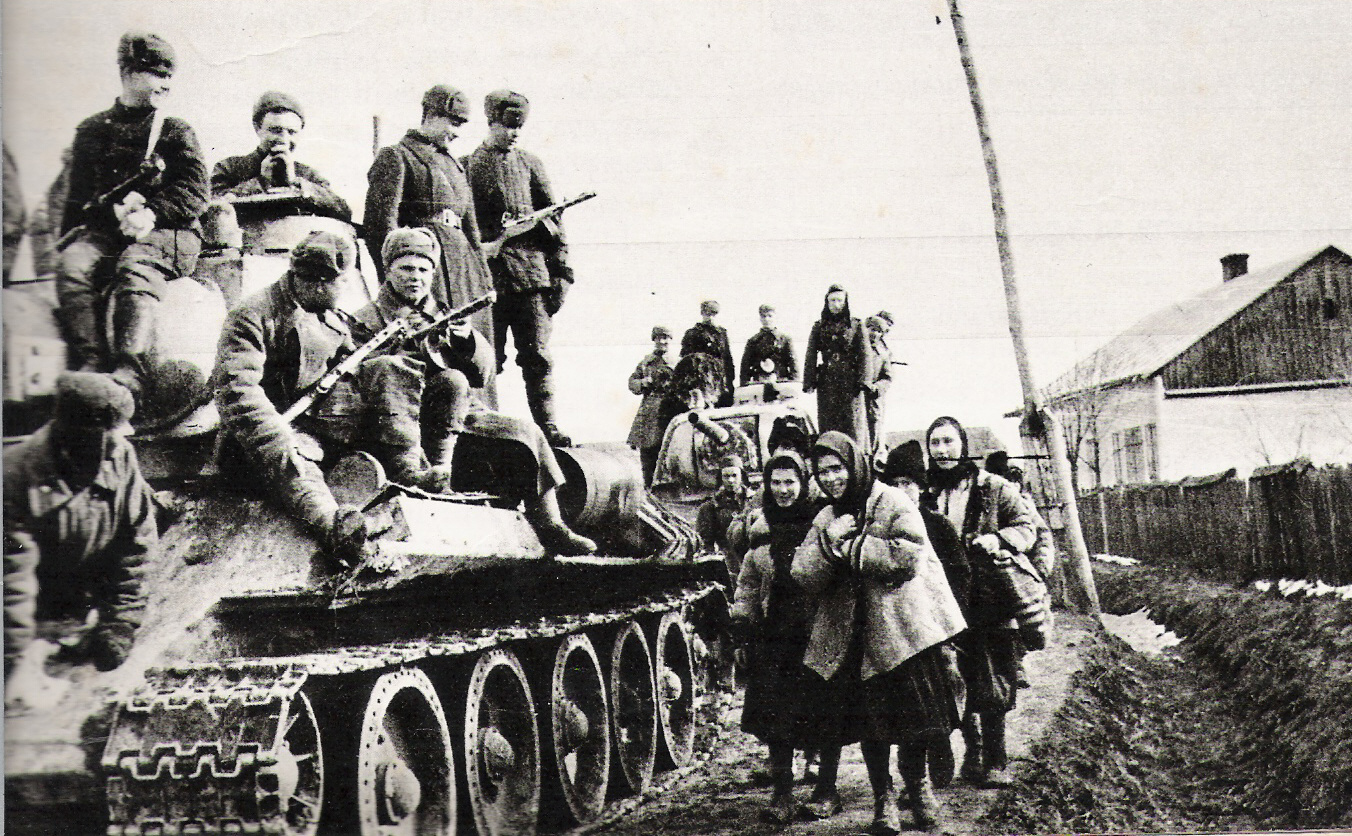
Kolumna radzieckich czołgów w wyzwolonej ukraińskiej wiosce wiosną 1944 roku

Niemcy próbowali powstrzymać natarcie na linii Tarnopol – Płoskirów – Chmielnik. W dniach 10–11 marca dowództwo Grupy Armii „Południe” skoncentrowało na tej linii dziewięć dywizji pancernych (w tym dywizję „Adolf Hitler”) i sześć dywizji piechoty, które natychmiast spróbowały odepchnąć 1 Front Ukraiński od linii kolejowej Tarnopol – Płoskirów. Jednocześnie zaczęto umacniać organizowane od 8 marca punkty oporu w większych miastach, próbując zamienić je w twierdze. Niemieckie przeciwdziałania zahamowały ofensywę frontu, co jednak Rosjanie wykorzystali do podciągnięcia znacznych sił artylerii i przeniesienia linii zaopatrzeniowych bliżej walczących wojsk.
Rozpoczęte 5 marca działania 2 Frontu Ukraińskiego w kierunku Humania rozwijały się pomyślnie, większość oddziałów pancernych przeniesiono z tego rejonu bowiem na lewe skrzydło Grupy Armii „Południe” w celu wykonania kontruderzenia na flankę 1 Frontu Ukraińskiego. Na lewe skrzydło niemieckiej 8 Armii uderzyła radziecka grupa złożona aż z pięciu armii: 4. i 5 Gwardyjska Armia, 27. i 52 Armia oraz 6 Armia Pancerna. W walkach brała udział również część oddziałów 40. i 53 Armii. Jednocześnie spod Kirowogradu w kierunku Nowoukrainki w styk niemieckich 6. i 8 Armii uderzyły niektóre oddziały 5. i cała 7 Gwardyjska Armia, wykonujące działania pomocnicze na rzecz 3 Frontu Ukraińskiego. Wojskom tego frontu udało się odciąć drogi odwrotu 1 Armii Pancernej. Później wzięły one udział w jej zniszczeniu i w walkach z 6 Armią.
Główna grupa uderzeniowa 2 Frontu Ukraińskiego szybko przełamała niemieckie pozycje, a wprowadzone w wyłom 2 Armia Pancerna i 5 Gwardyjska Armia Pancerna po odparciu kontrataków sforsowały Gornyj Tikicz i ruszyły w pościg. Za nimi posuwała się 6 Armia Pancerna. Po wyzwoleniu 10 marca Humania w ręce Rosjan dostała się baza zaopatrzeniowa dla Grupy Armii „Południe”. Zdobyto m.in. 500 czołgów i 12 tys. samochodów. Jednocześnie wyzwolona została inna ważna miejscowość – Chrystynówka. Nad Boh czołowe oddziały frontu dotarły 11 marca. Niemiecka 8 Armia została rozbita, co stwarzało możliwość pokonania całej Grupy Armii „Południe”.
Rozpoczęte 6 marca działania 3 Frontu Ukraińskiego także rozwijały się pomyślnie. Główna grupa frontu, złożona z 8 Gwardyjskiej Armii i 46 Armii oraz korpusów pancernego, zmechanizowanego i kawaleryjskiego, ruszyła z przyczółków na Ingulcu w kierunku rzeki Boh z zamiarem rozcięcia sił niemieckiej 6 Armii i wyjścia na tyły niemieckich oddziałów pod Mikołajowem. Już 8 marca wyzwolono Nowy Boh i przecięto linię kolejową do Mikołajowa. Niemiecka 6 Armia została rozdzielona na dwie części. Ponieważ roztopy i niedostateczna liczba czołgów zaczęły opóźniać działania, główny ciężar walk przejęła kawaleria. 12 marca konne oddziały doszły od zachodu do Ingulca pod Snigorowką, odcinając Niemcom drogę odwrotu. Chociaż następnego dnia 28 Armia wyzwoliła Chersoń, to nie udało się stworzyć pełnego pierścienia okrążenia i znaczna część 6 Armii zdołała przedostać się do Mikołajowa.

#### Zmiana planów dla frontów ukraińskich oraz dalsze działania 1 Frontu Ukraińskiego

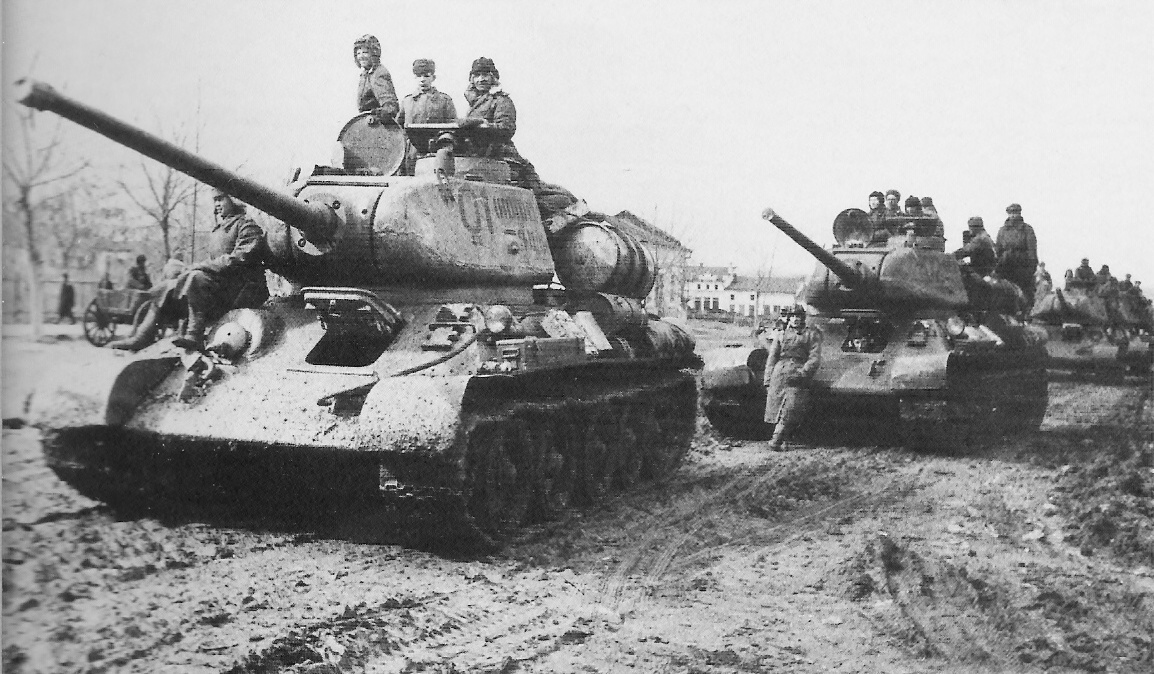
Radzieckie czołgi T-34 na stepach Ukrainy w 1944 roku

Ponieważ cała operacja przebiegała pomyślnie, radzieckie dowództwo zmieniło plany. 1 Front Ukraiński miał nacierać w kierunku Dniestru, a po jego sforsowaniu – w kierunku Czerniowców. 18. i 38 Armia zostały skierowane na Kamieniec Podolski, prawe skrzydło frontu – na Brody i Lwów. Początek działań planowano na 20–21 marca. 2 Front Ukraiński miał dojść do rubieży Kuryłowców Murowanych – Mohylów Podolski – Dniestr i zdobyć przyczółki na tej rzece, a następnie wyzwolić rejon Bielce – Kiszyniów oraz dojść do Prutu. 3 Front Ukraiński miał nie dopuścić do odejścia przeciwnika za Boh, sforsować tę rzekę, a także wyzwolić Tyraspol i Odessę. Natarcie powinien kontynuować do osiągnięcia Prutu i Dunaju. Od 12 marca Niemcy próbowali ocalałymi siłami 6. i 8 Armii powstrzymać ofensywę na Bohu i kontratakami z rejonu Tarnopola i Płoskirowa ochronić wojska na południu przed okrążeniem. Kontrataki te zostały powstrzymane, a 18 Armii udało się wyzwolić Chmielnik. Z kolei 38 Armia sforsowała Boh i 20 marca wyzwoliła Winnicę. Prawe skrzydło frontu 15 marca ruszyło na Brody. Jego 13 Armia przerwała front i 20 marca po przebyciu 80 km znalazła się pod tym miastem. Grupa uderzeniowa 1 Frontu Ukraińskiego wznowiła działania 21 marca, wzmocniona o 1 Armię Pancerną. Na flankach 60 Armii i 1 Gwardyjskiej Armii znajdowały się trzy armie pancerne. Z powietrza grupę wspierało całe lotnictwo frontu, dostarczając także paliwo i amunicję. Zapewniło to, mimo roztopów, tak duże tempo natarcia, że 23 marca 1 Armia Pancerna wyzwoliła Czortków, a następnego dnia doszła do Dniestru i sforsowała go z marszu. 26 marca przekroczony został Prut i wyzwolono Czerniowce. Front został przecięty na dwie części. Dzień później czołgi 4 Armii Pancernej wyzwoliły Kamieniec Podolski. Na północ od tego miasta nacierała 1 Gwardyjska Armia i część 3 Gwardyjskiej Armii Pancernej. Jednocześnie od południa zbliżał się 2 Front Ukraiński i niemieckiej 1 Armii Pancernej zaczęło zagrażać okrążenie.

#### Okrążenie 1 Armii Pancernej pod Kamieńcem Podolskim

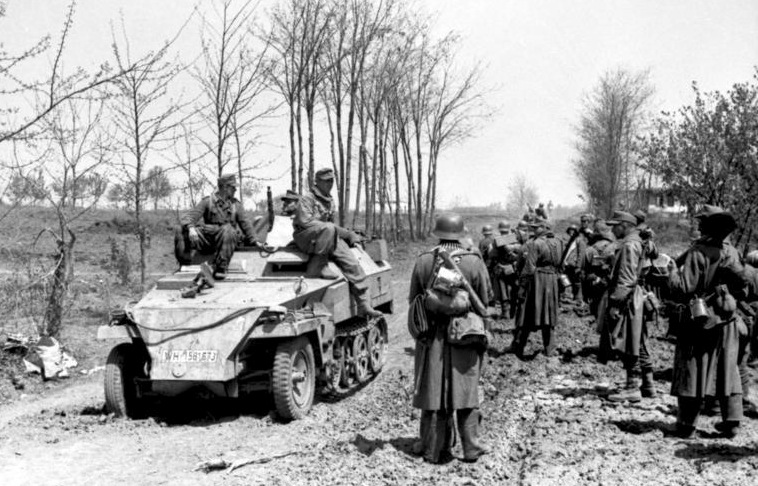
Niemieccy żołnierze oraz transporter opancerzony Sd.Kfz.251 na linii frontu podczas walk na Ukrainie, wiosna 1944 roku

Wojska 2 Frontu Ukraińskiego rozpoczęły działania 11 marca 1944 roku pod Humaniem. Ponieważ Niemcy nie zdążyli przygotować linii obrony na Bohu, front został natychmiast przerwany, a rzeka sforsowana na odcinku 100 km. W wyłom natychmiast wprowadzono 6 Armię Pancerną, która 17 marca dotarła do Dniestru oraz sforsowała rzekę na południe od Mohylewa Podolskiego. W wyniku tych działań Grupa Armii „Południe” została rozcięta na trzy części. 4 Armia Pancerna w pośpiechu cofała się na zachód, 1 Armia Pancerna znalazła się w potrzasku między dwoma frontami a 8 Armia rozpoczęła odwrót na południowy zachód i 24 marca włączono ją do Grupy Armii „A”, na której skupił się teraz główny wysiłek 2 Frontu Ukraińskiego. Tylko 40 Armia tego frontu działała na poprzednim kierunku. Sforsowała ona Dniestr na zachód od Mohylewa Podolskiego i 30 marca zbliżyła się do Chocimia, a następnego dnia uzyskała kontakt z 4 Armią Pancerną 1 Frontu Ukraińskiego. W okrążeniu znalazło się 11 dywizji piechoty, 10 dywizji pancernych, dywizja zmotoryzowana i dywizja artylerii, a właściwie to, co z nich pozostało. W tym czasie część wojsk 1 Frontu Ukraińskiego szybko posuwała się na zachód i osiągnęła miejscowość Podhajce na zachód od Buczacza oraz Nadwórna na zachód od Kołomyi.

#### Reorganizacja obrony i oddziałów państw Osi oraz przebicie pierścienia okrążenia przez 1 Armię Pancerną

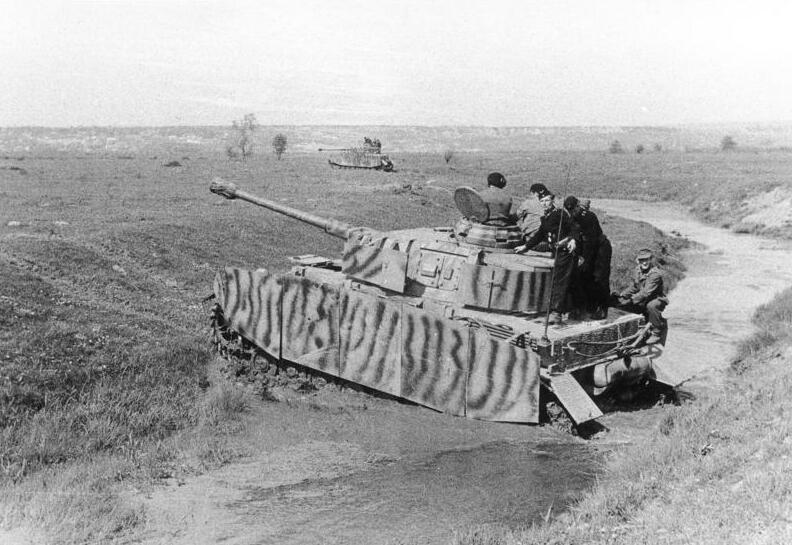
Niemiecki czołg PzKpfw IV podczas forsowania małego strumienia w czasie wiosennych walk na Ukrainie

W tym czasie doszło do zmiany rządu na Węgrzech. Armia tego państwa, wypełniając zobowiązania sojusznicze wobec III Rzeszy, zaangażowała się w walki na froncie wschodnim. Pociągało to za sobą duże straty. Klęska węgierskiego III Korpusu Armijnego na początku 1943 roku spowodowała, że oddziały tego kraju wycofywano z frontu i przeznaczono do zastąpienia niemieckich wojsk okupacyjnych na Ukrainie. Później i te siły zaczęto przerzucać na terytorium Węgier, gdzie szykowano się do obrony przed Armią Czerwoną i wojskiem rumuńskim, spodziewano się bowiem przejścia Rumunii na stronę sprzymierzonych i próby odzyskania przez nią Siedmiogrodu. Jednocześnie władze węgierskie prowadziły z aliantami rozmowy o zmianie sojuszy. Aby temu zapobiec, 19 marca niemieckie oddziały wkroczyły na terytorium Węgier. Utworzono nowy i całkowicie podporządkowany Niemcom rząd pod kierownictwem Döme Sztójaya. Armia węgierska miała dalej walczyć u boku niemieckiej, a jednocześnie postanowiono sformować osiem nowych dywizji. Węgierski VII Korpus wchodzący w skład niemieckiej 4 Armii Pancernej miał bronić się na Dniestrze na południe od Kamieńca Podolskiego. Jednocześnie armia rumuńska zaczęła zajmować pozycje obronne wzdłuż górnego biegu Prutu.
Posunięcia strony niemieckiej były związane z próbą utworzenia linii obrony na Dniestrze, a następnie na rubieży Kiszyniów – Jassy – podgórze Karpat – Tarnopol – Kowel. Zamierzano także utrzymać dolny bieg Dniestru. Jednocześnie szykowano kontruderzenie połączone z przebijaniem się przez pierścień okrążenia 1 Armii Pancernej. W tym celu w rejonie Lwowa skoncentrowano II Korpus Pancerny SS, dywizję piechoty i kilka dywizjonów dział szturmowych przeniesionych z Francji, dwie dywizje z Jugosławii, dywizję rumuńską oraz węgierskie trzy dywizje i jedną brygadę. Następnie na front skierowano całą węgierską 1 Armię. Ani koncentracja pod Lwowem, ani wychodzenie 1 Armii Pancernej z okrążenia nie zostały rozpoznane przez wywiad Rosjan. Dywizje pancerne armii przerwały szyki radzieckiej 4 Armii Pancernej i ruszyły na zachód. Za nimi w mniejszych grupach przebijała się piechota. Ugrupowanie to bezskutecznie próbowały powstrzymać dwa korpusy strzeleckie 1 Frontu Ukraińskiego. Jednocześnie 4 kwietnia w kierunku na południe od Podhajec ruszył II Korpus Pancerny SS. Po drodze rozbił on dwie radzieckie dywizje strzeleckie i 7 kwietnia połączył się pod Buczaczem z 1 Armią Pancerną. Walki trwały do końca miesiąca, a 17 kwietnia 1 Front Ukraiński przeszedł do obrony.

#### Działania 2 Frontu Białoruskiego oraz końcowe ofensywy 2. i 3 Frontu Ukraińskiego

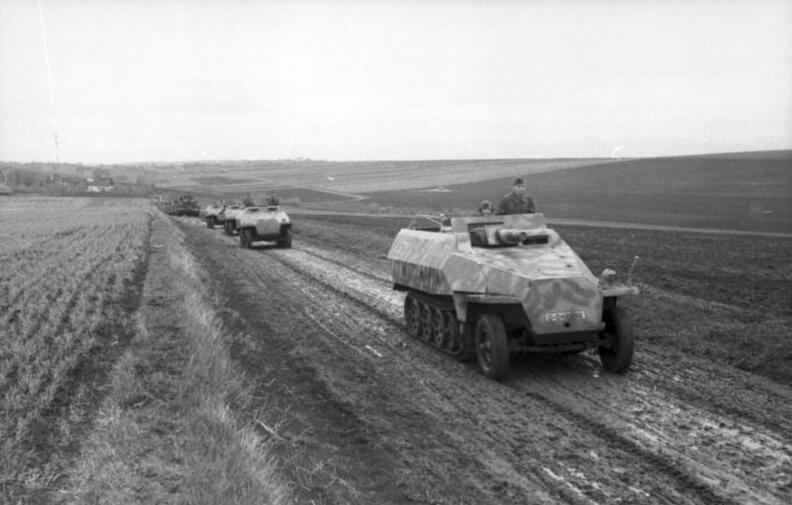
Niemieckie transportery opancerzone Sd.Kfz.251 na stepach Ukrainy wiosną 1944 roku

2 Front Białoruski prowadził działania od 15 marca do 4 kwietnia. Jego 47. i 70 Armia nacierały na Kowel, a 61 Armia miała za zadanie oczyścić południowy brzeg Prypeci. Główne siły frontu miały uderzyć w styk obu grup armii i kierować się w stronę Brześcia. Do 18 marca oddziały 47. i 70 Armii przebyły 30–40 km i zbliżyły się do Kowla. Natomiast 61 Armia doszła na wschód od Stolina. W celu odblokowania Kowla Niemcy utworzyli silną grupę złożoną z siedmiu dywizji piechoty i dywizji pancernej. 4 kwietnia odblokowała ona miasto i odrzuciła wojska radzieckie na wschód. Jedynym pozytywnym skutkiem tej nieudanej operacji było odciągnięcie znacznych sił niemieckich z Ukrainy.
Działania 3 Frontu Ukraińskiego także nie przebiegały zgodnie z planem. Zamiast osiągnąć rubież Bohu 11 marca oddziały frontu zdołały dojść do niej 15–18 marca. Pozwoliło to Niemcom na zorganizowanie obrony na bazie wycofujących się wojsk 6 Armii i utrzymanie Mikołajowa. Chociaż Rosjanie zdołali przekroczyć Boh w dwóch miejscach, to główne siły frontu podeszły do rzeki dopiero 22 marca i ofensywę w kierunku Tyraspola i Odessy trzeba było odłożyć. W takiej sytuacji Stawka zdecydowała się skierować część wojsk 2 Frontu Ukraińskiego na południe, w kierunku miast Bałta i Dubosary. W nocy z 21 na 22 marca 2 Front Ukraiński otrzymał rozkaz uderzenia lewym skrzydłem z rubieży Kodyma – Pierwomajsk na południe wzdłuż wschodniego biegu Dniestru. Zamierzano osiągnąć rubież Bendery – Tyraspol – Rozdilna i zepchnąć Niemców do Morza Czarnego. Lewe skrzydło frontu miało dojść do Prutu i po oczyszczeniu zachodniego brzegu Dniestru osiągnąć rubież Ungheni – Kiszyniów. Początek operacji przebiegał bardzo pomyślnie. 27. i 52 Armia oraz 2. i 6 Armia Pancerna szybko zbliżyły się do Prutu i 26 marca osiągnęły na odcinku długości 85 km granicę z Rumunią. Następnego dnia rzeka została sforsowana i Armia Czerwona wkroczyła na terytorium tego państwa. W pierwszej połowie kwietnia prawym skrzydłem doszła do Karpat, a centrum do miasta Jassy. 22 marca wojska lewego skrzydła wyzwoliły Pierwomajsk, a 29 marca Bałtę. W połowie kwietnia lewe skrzydło doszło do Dniestru na wschód Kiszyniowa. W celu ratowania sytuacji na front wysłano niemal całą armię rumuńską. W rejon Jass skierowano złożoną z ośmiu dywizji i brygady 4 Armię, a pod Kiszyniów – siedem dywizji i dwie brygady. Kolejne dwie rumuńskie dywizje przybyły z Grupy Armii „A”. Łącznie do końca kwietnia na zagrożony odcinek frontu ściągnięto 18 dywizji i 3 brygady. W tym czasie wojska 2 Frontu Ukraińskiego przeszły do obrony.
3 Front Ukraiński po uzupełnieniu braków w ludziach, sprzęcie i zaopatrzeniu szykował się do kontynuowania działań. Jego główne siły, złożone z 46 Armii, 8 Gwardyjskiej Armii, grupy konno-zmechanizowanej i 23 Korpusu Pancernego, miały nacierać w kierunku Rozdilnej, a następnie dojść do Odessy od zachodu. Na prawym skrzydle 37. i 57 Armia miały kierować się na Tyraspol. Natomiast na lewym skrzydle 5 Armia Uderzeniowa i 6 Armia oraz 28 Armia miały wzdłuż wybrzeża nacierać na Mikołajów i Odessę. Działania rozpoczęto 26 marca. Prawe skrzydło i centrum frontu przystąpiły do forsowania rzeki Boh. Jednocześnie na północ od Pierwomajska, w celu rozproszenia sił obrony, zaczęła ją forsować 5 Gwardyjska Armia 2 Frontu Ukraińskiego. Za nią przeprawiła się 7 Gwardyjska Armia i obie ruszyły na południe, wypierając obrońców z prawego brzegu. Sytuację wykorzystały 37. i 57 Armia, które przekroczyły rzekę na odcinku 45 km i do 28 marca posunęły się o 25 km. Na lewym skrzydle, po zaciętych walkach także z udziałem desantu morskiego, 28 marca 5 Armia Uderzeniowa i 6 Armia wyzwoliły Mikołajów oraz przekroczyły Boh przy jego ujściu. Dowództwo frontu postanowiło na tym kierunku skupić jego główne siły. Grupa konno-zmechanizowana i 23 Korpus Pancerny kontynuowały działania w kierunku Rozdilnej. 4 kwietnia przecięły linię kolejową do Odessy, a 7 kwietnia doszły do ujścia Dniestru i zablokowały garnizon miasta. Morale wśród odciętych oddziałów było różne, część zdołała przebić się do Tyraspola, część poddała się bez walki. Szturm na Odessę rozpoczął się 9 kwietnia wieczorem. O godz. 10:00 następnego dnia garnizon Odessy skapitulował. Wojska 3 Frontu Ukraińskiego kontynuowały działania i od 11 do 14 kwietnia sforsowały w wielu miejscach Dniestr, tworząc przyczółki. Lokalne walki toczono jeszcze do 6 maja 1944 roku, kiedy to 2. i 3 Front Ukraiński przeszły do obrony.

## Podsumowanie
Operacja dnieprowsko-karpacka razem z operacją krymską zakończyły się decydującym i strategicznym zwycięstwem ZSRR. W wyniku czteromiesięcznych walk Armia Czerwona szerokim frontem o długości 1300–1400 km posunęła się o około 250–450 km na zachód wyzwalając prawie całą Ukrainę (z wyjątkiem okolic Lwowa) i Mołdawię (tereny o powierzchni razem około 204 000 km²), zadając ciężkie straty wojskom państw Osi, oraz po sforsowaniu Prutu weszła na terytorium Rumunii (było to pierwsze państwo Osi, na którym pojawiły się wojska Armii Czerwonej). Wojska radzieckie dotarły także do podejść Polski i Czechosłowacji, przenosząc w ten sposób po raz pierwszy w działaniach frontu wschodniego walki na terytoria innych państw. Duże straty oraz bliska odległość oddziałów Armii Czerwonej od granicy rumuńskiej były głównymi motywami rumuńskich przywódców podczas ich tajnych rozmów pokojowych w Moskwie, wkrótce po zakończeniu operacji.
Podczas całej operacji straty państw Osi wyniosły łącznie 18 całkowicie rozbitych dywizji i ponad 50% stanu liczebnego 68 innych dywizji. Straty wojsk radzieckich wyniosły razem 270 198 zabitych lub zaginionych, 839 330 rannych, 7532 dział i moździerzy, 4666 czołgów i dział samobieżnych oraz 676 samolotów.